# Théâtre latin
 (septembre 2008).
Si vous disposez d'ouvrages ou d'articles de référence ou si vous connaissez des sites web de qualité traitant du thème abordé ici, merci de compléter l'article en donnant les références utiles à sa vérifiabilité et en les liant à la section « Notes et références ».

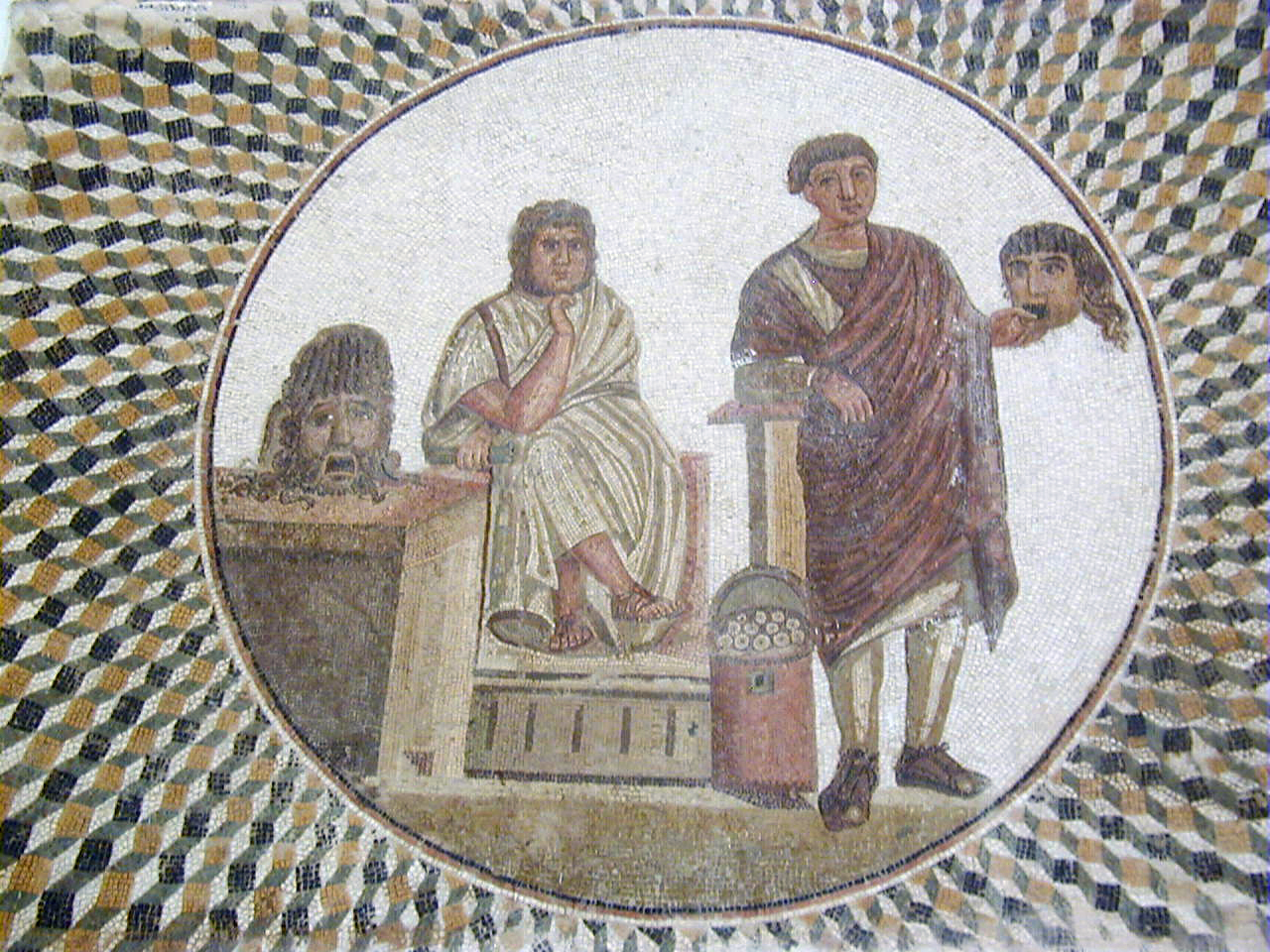
Mosaïque romaine du musée archéologique de Sousse (Tunisie) : acteurs et masques du théâtre latin (musée de Sousse).

Le théâtre latin désigne l'ensemble des œuvres théâtrales produites en langue latine au temps de la Rome antique.
Le théâtre latin est l'héritier du théâtre grec antique mais il s'en démarque sur de nombreux points. S'il est associé à l'origine à des cérémonies religieuses, il évolue vite vers des formes de représentation profanes, dans lesquelles l'écriture, le jeu des acteurs et la mise en scène sont nettement codifiés.
Le théâtre romain est un édifice destiné aux représentations théâtrales durant la même période.

## Le genre théâtral
Le théâtre latin n'est ni un théâtre de la mimèsis comme celui préconisé par Aristote ni un théâtre de représentation comme le théâtre classique. Il est un théâtre du jeu (ludus) : la représentation est une période durant laquelle la politique s'arrête et que rien ne doit venir troubler, surtout pas des allusions sur scène à la vie réelle. En cela, il se démarque grandement du théâtre grec antique[réf. nécessaire].

### Les types de pièces de théâtre

#### Atellane
L'atellane est une courte farce improvisée par des acteurs portant un masque et incarnant des personnages de convention comme Maccus, Bucco, Dossenus, et des êtres monstrueux comme Manducus (l'ogre) et Lamia (l'ogresse), etc. Empruntés à la vie quotidienne, les thèmes sont très simples. Genre essentiellement caricatural, l'atellane séduisait par son caractère familier et ne reculait pas devant l'obscénité. L'atellane servait souvent de conclusion aux jeux scéniques. Elle est l'ancêtre de la commedia dell'arte[réf. nécessaire].

#### Mime et pantomime

##### Mime
Le mime est un spectacle de danse qui met en scène des sujets légers, voire grossiers ; c'est un spectacle où jouent des actrices, souvent associées à des prostituées. Il ne faut pas confondre le mime antique avec le mime au sens moderne qui désigne un spectacle où les rôles sont uniquement gestuels, sans paroles et avec un accompagnement musical. À Rome, le mime est une espèce de représentation plutôt dramatique dans laquelle les acteurs jouent pieds nus et sans masques des scènes quotidiennes ou romanesques, dites en prose. L'essentiel repose sur la gesticulation, la danse, sur tout ce qui s'adresse aux sens plutôt qu'à l'intelligence[réf. nécessaire].

##### Pantomime
La pantomime est un spectacle de danse typiquement romain, parodie des légendes mythologiques, souvent tragique. Elle succède au mime ; un acteur-danseur unique (le pantomimus) y mime une histoire dans un spectacle sans paroles. Il joue à lui seul tous les personnages et il est accompagné par un chœur de danseurs et un petit orchestre. L'acteur porte un beau costume de soie et un masque coloré. De forme allongée, les masques tragiques traduisent émotion et violence. Les masques comiques reproduisent fidèlement les traits du visage humain et visent surtout à amuser[réf. nécessaire].

#### Fabula
La fabula (en latin, fabula signifie « récit fictif », « pièce de théâtre ») est un genre théâtral divisé en plusieurs catégories, aussi bien comiques que tragiques[réf. nécessaire] :

##### Fabula saltica
La fabula saltica est une danse interprétative accompagnée de musique, d'un chanteur ou d'un chœur dans la Rome antique. C'est la première forme de la pantomime romaine.

##### Fabula cothurnata
La fabula cothurnata ou fabula crepidata est une tragédie latine de sujet grec.

##### Fabula palliata
La fabula palliata est l'adaptation d'une comédie grecque ou « pièce en costumes grecs » (les acteurs portaient le pallium et non la toge). C'est le genre que nous connaissons le mieux : toutes les comédies de Plaute et de Térence en font partie.

##### Fabula praetexta
La fabula prætexta est une pièce sérieuse sur un sujet historique romain. Elle est appelée ainsi parce que les héros étaient des magistrats romains, revêtus de leur toga praetexta, toge bordée d'une bande de pourpre. Le sujet s’inspire de l'histoire nationale, par exemple la prise d'une ville. Les héros de la tragédie prétexte sont considérés comme des demi-dieux, comme dans le théâtre grec. Nous n'en possédons qu'une seule complète : l'Octavie du Pseudo-Sénèque.

##### Fabula togata
La fabula togata, ou « pièce en costumes romains », est une comédie latine à thème indigène concernant le bas de l'échelle sociale à Rome.

### Les acteurs
Les comédiens sont majoritairement des hommes, soit des esclaves, soit des hommes libres (mais non citoyens). Un citoyen qui fait l’acteur est dégradé par les censeurs (qui établissent les rangs sociaux dans la société romaine) et exclu de son rang. Pourtant, exceptionnellement, des sénateurs ou des magistrats pouvaient monter sur scène. Comme en Grèce, les rôles féminins sont interprétés par des travestis. À Rome, la scène est interdite aux femmes, à l'exception des actrices de mimes (souvent assimilées à des prostituées)[réf. nécessaire].
Les acteurs de mime ou de pantomime sont de véritables vedettes. Leur salaire est augmenté des gratifications énormes qu'ils reçoivent. Riches et célèbres, ils sont socialement acceptés ; ils deviennent les favoris des grands et mènent une vie tapageuse. La pantomime, popularisée sous Auguste, permet et favorise ce phénomène de vedettariat puisque ce nouveau genre dramatique est entièrement organisé autour du comédien, qui joue tous les personnages et dont les solos sont mis en valeur par les chanteurs qui les reprennent en écho.
Les acteurs et les musiciens sont réunis en troupes dirigées par un chef (le dominus gregis). Tout comme les costumes et le maquillage, le jeu de l'acteur est strictement codifié. Les nombreux traités écrits à ce sujet, soit par des acteurs (comme Roscius), soit par des théoriciens (comme Pline l'Ancien), nous sont partiellement conservés par les citations qu'en fait Quintilien (surtout dans le livre XI de l'Institution Oratoire). Le comédien doit travailler trois éléments dans son jeu[réf. nécessaire] :
- la voix ;
- la gestuelle ;
- la posture.

Quant à la gestuelle, « la danse joue un rôle important, les pieds surtout, mais le reste de la gestualité semble avoir été très limité et bien sûr codifié ».

### Les costumes
La symbolique des formes et des couleurs des costumes permet une reconnaissance immédiate des personnages les plus représentatifs de la comédie ou la tragédie, comme le paysan idiot ou rusé et voleur, le soldat vantard et fanfaron, etc.[réf. nécessaire].
Les acteurs portent de petites jupes flottantes et des chaussures hautes (cothurnes) s'ils jouent des tragédies, des pantalons bouffants et des chaussures basses (soccus), s'ils jouent des comédies[réf. nécessaire].
Pour les pièces de sujet grec (fabula palliata), les costumes sont grecs : pallium, tunique et manteau ; chlamyde, casaque, tunique pour les rôles féminins. Pour les pièces de sujet romain (fabula praetexta ; fabula togata), les costumes sont romains : toge pour les hommes libres, tunique pour les esclaves, manteau pour les voyageurs, tunique, robe ou manteau pour les rôles féminins, fichu jaune de la courtisane[réf. nécessaire].
Dans les tragédies, les acteurs incarnent les dieux et les héros et portent des costumes somptueux, d'une richesse proportionnelle à la qualité des personnages qu'ils représentent. Les perruques (blondes pour les jeunes gens, blanches pour les vieillards, rousses pour les esclaves), les maquillages tragiques ou comiques, symbolisent l'âge, la situation et le caractère du personnage[réf. nécessaire].
Les acteurs portaient aussi des chaussures pourvues de talons de 20 à 30 cm : le cothurne (cothurni), à semelle très haute, dont se chaussaient les acteurs tragiques et, pour les acteurs comiques, des crepida (sandales d'origine grecque) ou des socci[réf. nécessaire].

### Les masques

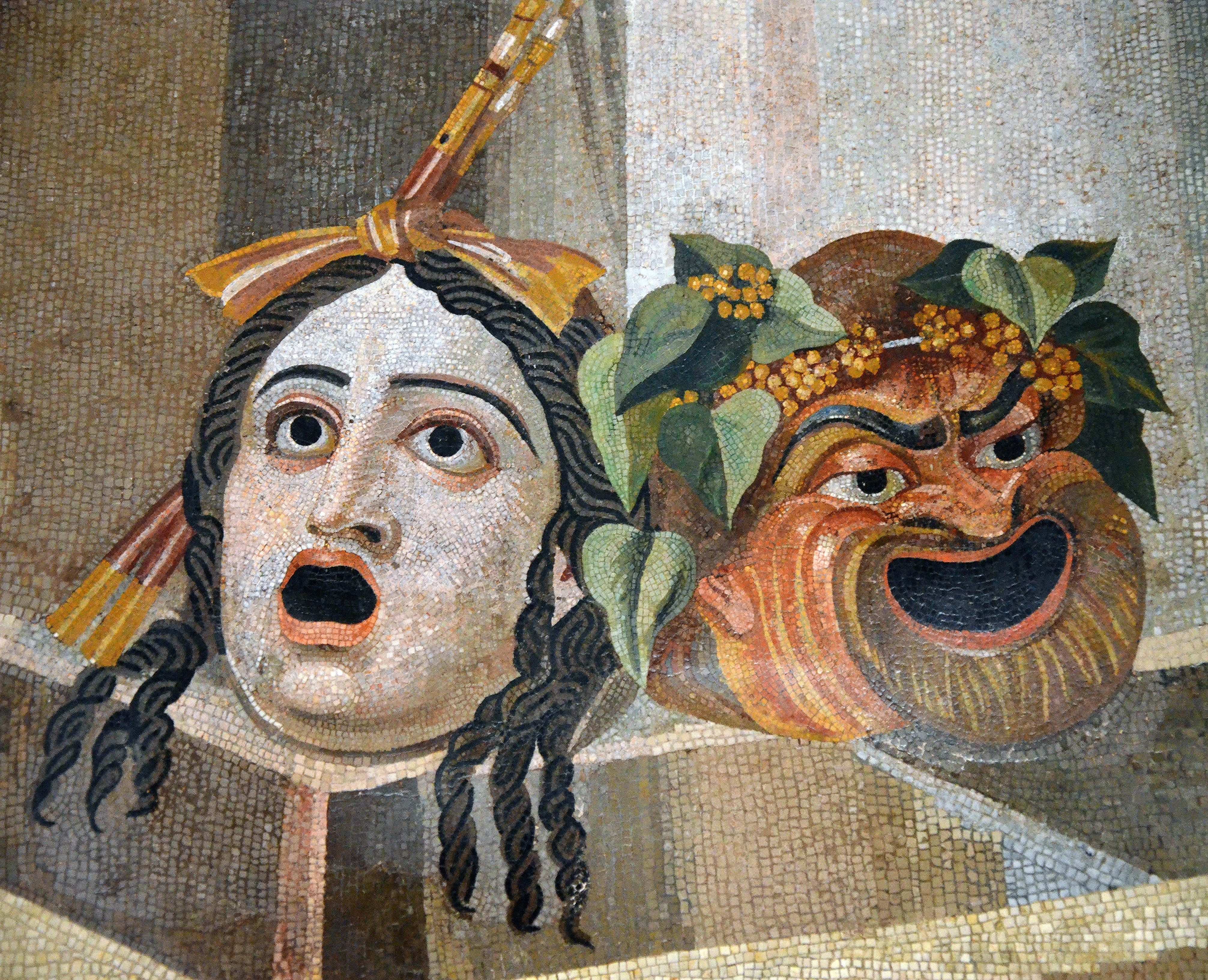
Masques théâtraux. Mosaïque romaine du Ier siècle avant notre ère (musées du Capitole à Rome).

Les acteurs jouaient avec des masques. Le nombre d'acteurs étant réduit, ils permettaient de distinguer les différents personnages et connaître leur sexe, car les acteurs étaient uniquement des hommes et les masques leur permettaient donc de jouer des rôles féminins. Ils amplifiaient également la voix des acteurs pour que tout le monde les entende, même au fond des gradins. 
Il existait deux sortes de masques : ceux pour la comédie et ceux pour la tragédie. Chaque masque avait un trait qui lui était propre. En effet, le masque tragique inspirait l'horreur tandis que le masque comique accentuait le ridicule.
Pour fabriquer les masques, les Romains utilisaient des chiffons et du plâtre. Avant l'utilisation du plâtre et du tissu, ils les faisaient en cuir ou en bois.

### Le décor
Le décor varie beaucoup d'une pièce à l'autre, car le principal décor est mobile : c'est le mur de scène. Sa décoration toujours plus lourde répond à deux objectifs : faire voir la générosité du donataire du spectacle et fabriquer l'illusion, selon un code très précis[réf. nécessaire].
Les Romains reprennent et développent les techniques mises au point par les ingénieurs grecs et inventent des grues et trappes, afin de faire descendre des dieux du ciel (d’où l'expression latine : deus ex machina) ou faire monter des fantômes du monde des morts. Le public romain raffole de ces réalisations féeriques[réf. nécessaire].

### La musique
Le rôle de la musique est majeur dans le théâtre latin. Comme un opéra aujourd'hui, une représentation scénique est inimaginable sans accompagnement musical : un musicien professionnel compose ouverture, intermèdes et accompagnement sur les vers du poète. La musique est jouée par les tibicines (joueurs de flûte) sur deux flûtes (tibiae), l'une de ton grave (dextera), l'autre de son aigu (sinistra) ou sur des flûtes doubles, graves et aiguës. Le ton est choisi en fonction du rôle, le grave et l'aigu soulignent les dialogues entre pères et fils dans les comédies[réf. nécessaire].
La musique ne fait qu’augmenter en importance dans les représentations théâtrales. Sous l'Empire, on voit apparaître de nouveaux instruments dans la pantomime, formant de véritables orchestres : syrinx, lyre, cithare, trompette, orgue[réf. nécessaire].

## Histoire et architecture des théâtres romains

### Histoire des lieux de représentations
Dans les premiers temps de la Rome antique, les représentations en public étaient données en l'honneur de Bacchus. Il semble y avoir eu de grands défilés religieux, dans lesquelles danseurs et mimes (certains d'origine étrusque) présentaient une sorte de divertissement sacré, destiné à réjouir les dieux dont on promenait majestueusement les statues en ces jours de fête. Ce lien entre le théâtre et la religion disparaît progressivement avec la construction des théâtres en pierre[réf. nécessaire].
À l'origine, les théâtres romains étaient construits en bois et seuls les spectateurs des premiers rangs pouvaient s'asseoir. L’utilisation du bois se justifiait par le caractère provisoire du bâtiment : le Sénat romain, estimant que les spectacles détournaient la population de son devoir religieux, s’opposait en effet à des constructions en pierre[réf. nécessaire].
Après 55 avant notre ère, date à laquelle le théâtre en pierre de Pompée fut édifié, les constructions provisoires laissèrent place aux théâtres permanents. De nombreux théâtres sont ensuite bâtis dans tout le monde romain, principalement dans les grandes villes. Certains d'entre eux sont remarquablement conservés, comme celui de Leptis Magna en Libye, d'Orange (Vaucluse) en France ou d'Aspendos en Turquie (voir Les théâtres dans le monde romain).
Il existait deux types de lieux de représentation[réf. nécessaire] :
- Le théâtre proprement dit, destiné aux représentations dramatiques et comiques et aux pantomimes.
- L’odéon, plus petit et conçu pour les spectacles lyriques et la lecture de textes poétiques avec accompagnement musical selon la tradition grecque, l'entrée y était payante.

### La structure des théâtres

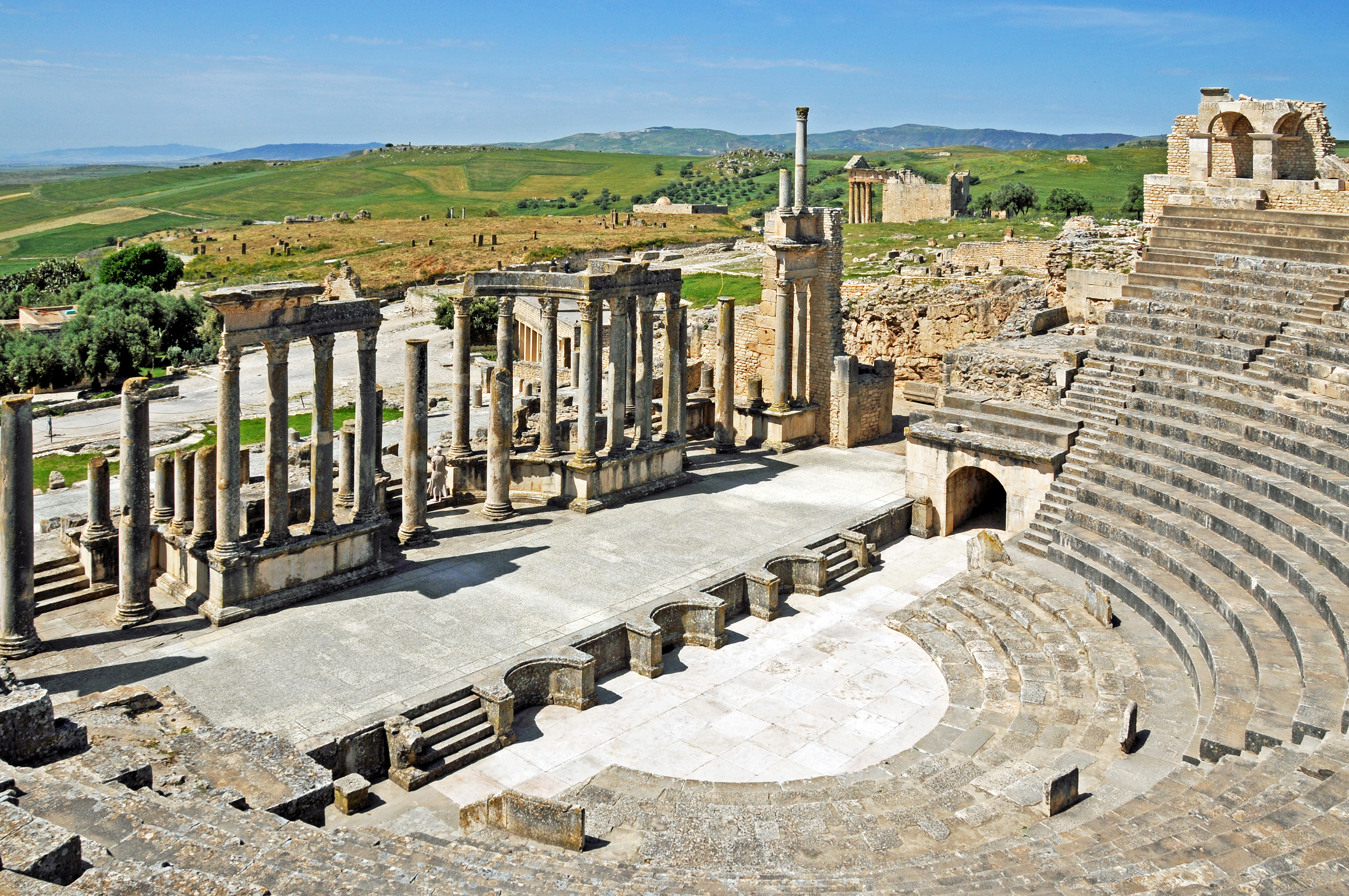
Théâtre romain de Dougga, Tunisie

Le théâtre romain est un vaste hémicycle fermé par un mur de scène, le frons scaenae. À l’inverse des Grecs chez lesquels les théâtres étaient adossés à des collines, les Romains préfèrent élever les gradins sur des voûtes montées en terrain plat. Seules quelques villes ont utilisé les collines pour bâtir des gradins (Vienne, Orange, Lugdunum, Philippopolis en Thrace).
Dans les villes romaines d’une certaine importance, le plan des théâtres était à peu près identique. La scène (scaena) est séparée par un mur bas, le pulpitum, de l’orchestra, un espace en demi-cercle où prennent place les officiels et les spectateurs de marque (prêtres, magistrats, etc.) sur des sièges, dits de proédrie, installés au premier rang. Autour de cet espace sont disposés les gradins (appelés aussi la cavea) auxquels accède le public par des passages voûtés, les vomitoires (vomitoria)[réf. nécessaire].
De chaque côté de la scène se dressent les basilicae, deux tours à étages d’où sortaient les acteurs. Le siparium, rideau de comédie ou d'arrière-scène, et l'auleum, rideau de tragédie ou d'avant-scène, étaient tirés de la fosse (l’hyposcenium) par toute une machinerie (cordes de manœuvre, contre-poids) au début et à la fin de la représentation, afin de servir de décor ou de former une toile de fond pendant les intermèdes.

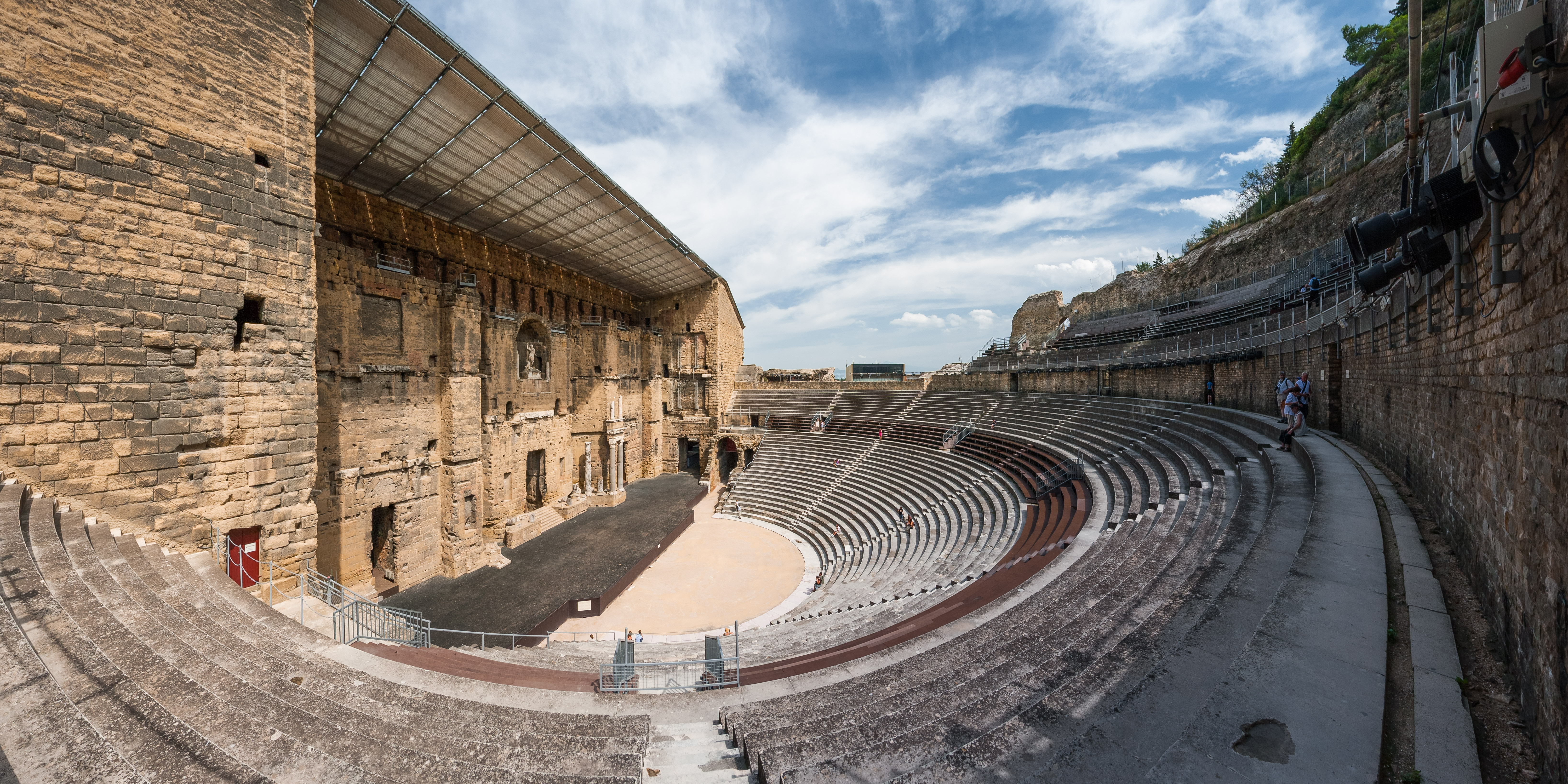
Le théâtre antique d'Orange

Les décors étaient fixes, reposant sur un mur de scène gigantesque (celui du théâtre antique d'Orange mesure 36 m de haut et 103 m de large) orné de colonnades et de statues, et percé de portes. On pouvait également y retrouver, au centre, la statue d’un empereur mais également les nombreuses richesses, butin des batailles remportées par la ville[réf. nécessaire].
Pour protéger le public du soleil une grande toile était mise en place de manière tendue, le velum (ou velarium). Derrière la scène se dressait un grand mur dissimulant les coulisses (postscaenium). Celui-ci avait le sommet incliné vers l’avant de façon à rabattre la voix des comédiens[réf. nécessaire].
Le théâtre était fermé par un portique semi-circulaire qui l’entourait. Au sous-sol se trouvaient les machineries ou hyposcaenium[réf. nécessaire].

## Le théâtre dans la société
Le théâtre est ouvert à tous : citoyens, femmes, enfants et même les esclaves. Ils ont pour obligation de porter la toge[réf. nécessaire].
À Rome et dans les villes romaines, le théâtre occupe un rôle social : on s’y rend pour se cultiver (Ovide dans l'Art d’aimer). Le théâtre sert également d'espace de dialogue entre le prince et le peuple, et les personnes importantes tenaient à être présentes aux spectacles pour se montrer plus proches du peuple[réf. nécessaire].

### Distribution du public
La distribution du public dans la cavea reproduit la hiérarchie sociale. Les différentes classes sociales sont séparées : les vomitoires sont organisés de manière qu’elles ne se mélangent pas. Chaque personne a une place dans les gradins selon son rang les places sont mixtes car un homme à le droit d'être à côté de sa femme. Au départ, les spectateurs étaient debout, ce qui évitait une distinction puis ils purent s’asseoir. La cavea fut divisée en trois « couronnes »[réf. nécessaire] :
- la première couronne, l’ima cavea, était réservée aux sénateurs et aux chevaliers, ce qui leur laissait quatorze rangs ;
- la seconde, la media cavea, où s'asseyait le peuple ;
- la troisième, la summa cavea, regroupait les esclaves et les étrangers qui restaient debout au dernier rang.

### Les publics
Les spectateurs se partageaient en deux catégories[réf. nécessaire] :
- le grand public qui préférait le grand spectacle avec des mises en scène époustouflantes, des animaux rares, privilégiant des histoires légères accessibles à tous ;
- le public des lettrés qui préférait un théâtre plus littéraire visant l’élite.

### Le financement du spectacle
Le spectacle est payant, mais sa mise au point représente, pour celui qui le finance, le dator ludi, un investissement considérable. Le coût du spectacle est souvent pris en charge par un magistrat qui saisit cette occasion pour accroître sa popularité et ses chances d'être élu à des fonctions plus élevées. Ceci occasionna donc une rivalité entre les donataires qui voulaient toujours faire mieux que les autres. À chaque fois tout est plus somptueux et plus étonnant que la précédente[réf. nécessaire].

## Les principaux auteurs du théâtre latin

### Plaute
Plaute, en latin Titus Maccius Plautus, né vers 254 avant notre ère à Sarsina dans l'antique Ombrie (maintenant située en Romagne) et mort en 184 à Rome, est un auteur comique latin. Il est le premier grand nom de la littérature latine, des auteurs tels que Naevius ou Ennius n'ayant guère laissé qu'un nom et quelques fragments. S'étant surtout inspiré d'auteurs grecs de la comédie nouvelle comme Ménandre, il leur a donné une saveur typiquement romaine. Il a acquis un grand succès de son vivant, et nombreux sont les écrivains romains qui l'ont loué.
Plus tard, Shakespeare et Molière seront influencés par ses œuvres[réf. nécessaire].

### Térence
Térence, en latin Publius Terentius Afer (vers 191 - 159 avant notre ère), poète comique latin, né à Carthage. Ses comédies font s'affronter des personnages décrits avec une grande finesse psychologique et animés de bons sentiments :L'Andrienne, L'homme qui se punit lui-même, L'Hécyre, L'Eunuque, Les Adelphes, Phormion (dont s'inspira Molière dans Les Fourberies de Scapin).
Il est mentionné dans une épigramme attribué à Jules César puis à Cicéron :

« Tu quoque, tu in summis, o dimidiate Menander,
 
poneris et merito, puri sermonis amator.

Lenibus atque utinam scriptis adiuncta foret vis

comica ut aequato virtus polleret honore

cum Graecis, neque in hac despectus parte iaceres :

Unum hoc maceror et doleo tibi deesse, Terenti. »

— Suétone-Donat, Vita Terentii, 5

### Sénèque
Sénèque est lui le principal représentant du théâtre tragique latin, ou du moins le seul dont nous ayons conservé des pièces entières.

## L’héritage du théâtre latin
Il ne nous reste que quelques fragments de cette vie théâtrale : quelques monuments plus ou moins bien conservés, des pièces (en nombre infime au regard de l'extraordinaire activité dramatique des auteurs latins), quelques écrits théoriques (comme Vitruve, qui, dans le livre V du De Architectura traite des endroits propices à la construction des théâtres, de leur architecture et de leur acoustique).
Comme le prouve la programmation actuelle des saisons théâtrales, le répertoire antique et surtout grec n'a jamais cessé d’être joué, parfois dans un cadre antique. De la Renaissance au XXe siècle, les auteurs n'ont jamais cessé d'adapter, de copier, de transformer le théâtre grec. Dans le théâtre classique français, sur les douze tragédies de Racine, quatre seulement ne s'inspirent pas de l'antiquité gréco-latine. Dans le théâtre contemporain, Giraudoux (Amphitryon 38, La Guerre de Troie n'aura pas lieu, Electre), Anouilh (Antigone), Sartre (Les Mouches) et d’autres reprennent bon nombre de thèmes de l’antiquité classique. Avec une nuance toutefois : de Rome ne sont repris que les sujets (Britannicus, Bérénice, etc.), et les sources ne sont pas des auteurs dramatiques, mais des historiens.
L'évolution du théâtre va se traduire par de nombreux changements dans la façon d’écrire les pièces et de les mettre en scène : les femmes jouent des rôles féminins, l’écriture et la mise en scène ne sont plus aussi codifiées que pendant l’Antiquité, les costumes sont libres et les masques ne servent plus qu’aux reprises de pièces antiques.

## Les types d'histoires
Pour retenir le public, le spectacle théâtral doit être très animé : ce sont souvent des histoires[réf. nécessaire] :
- de jeunes filles enlevées,
- de pères qui se chamaillent avec leur fils,
- de maîtres qui se font rouler par leurs esclaves.